# Barcita tessellata
Barcita tessellata är en fjärilsart som beskrevs av Sir George Hamilton Kenrick 1917. Barcita tessellata ingår i släktet Barcita och familjen nattflyn. Inga underarter finns listade i Catalogue of Life.